# Ильинское сельское поселение (Владимирская область)
Ильи́нское се́льское поселе́ние — сельское поселение в Кольчугинском районе Владимирской области Российской Федерации.
Административный центр — посёлок Большевик.

## География
Территория поселения расположена в северной части района.

## История
В 1954 году Давыдовский и Золотухинский сельсоветы объединены в Ильинский сельсовет с центром в селе Ильинском. В 1981 году центр сельсовета перенесен в село Давыдовское.
Ильинское сельское поселение образовано 16 мая 2005 года в соответствии с Законом Владимирской области № 64-ОЗ. В его состав вошли территории бывших Ильинского и Лычевского сельсоветов.

## Население
| 2010  | 2011  | 2012  | 2013  | 2014  | 2015  | 2016  | 2017  | 2018  |
| ----- | ----- | ----- | ----- | ----- | ----- | ----- | ----- | ----- |
| 1170  | ↘1162 | →1162 | ↘1155 | ↘1113 | ↗1119 | →1119 | ↗1138 | ↘1136 |
| 2019  | 2020  | 2021  |       |       |       |       |       |       |
| ↘1127 | ↘1106 | ↘1047 |       |       |       |       |       |       |

## Состав сельского поселения
В состав сельского поселения входят 17 населённых пунктов:
| №  | Населённый пункт | Тип населённого пункта          | Население |
| -- | ---------------- | ------------------------------- | --------- |
| 1  | Алексино         | село                            | ↗39       |
| 2  | Барыкино         | деревня                         | ↗7        |
| 3  | Большевик        | посёлок, административный центр | ↘217      |
| 4  | Большое Братцево | деревня                         | ↗9        |
| 5  | Большое Забелино | деревня                         | ↗11       |
| 6  | Давыдовское      | село                            | ↘117      |
| 7  | Золотуха         | посёлок                         | ↘186      |
| 8  | Ильинское        | село                            | ↘143      |
| 9  | Красная Гора     | деревня                         | ↘37       |
| 10 | Красный Ручей    | деревня                         | ↗2        |
| 11 | Лычёво           | деревня                         | ↗13       |
| 12 | Малое Братцево   | деревня                         | ↗18       |
| 13 | Новое            | село                            | ↗35       |
| 14 | Обухово          | деревня                         | ↗22       |
| 15 | Прокудино        | деревня                         | ↗75       |
| 16 | Серп и Молот     | посёлок                         | ↘100      |
| 17 | Шишлиха          | деревня                         | ↗16       |